# ジョン・ウィンゲイト・ウィークス (陸軍長官)
ジョン・ウィンゲイト・ウィークス（英語: John Wingate Weeks, 1860年4月11日 - 1926年7月12日）は、アメリカ合衆国の政治家。共和党に所属し、1905年から1913年まで連邦下院議員、1913年から1919年まで連邦上院議員、1921年から1925年まで陸軍長官を務めた。

## 生い立ちと初期の経歴
1860年4月11日、ニューハンプシャー州ランカスターにおいて誕生した。父親はウィリアム・デニス・ウィークス (William Dennis Weeks, 1818-1885)、母親はメアリー・ヘレン・ファウラー (Mary Helen Fowler) であった。地元の公立学校で教育を受け、続いて教職を1年務めた。
ウィークスは1881年にメリーランド州アナポリスの海軍兵学校を卒業し、その後アメリカ海軍で士官候補生として2年間勤務した。
1883年に海軍を離れた後はフロリダ州に移り、土木建築および測量の専門家として働いた。1885年から1888年まではオーランド消防局で一等主任を務め、また1886年から1888年まではフロリダ南部鉄道で土地事務長補を務めた。

## 政治への関与
ウィークスは1888年にボストンで金融会社 Hornblower and Weeks を共同設立した。堅実で安定した経営を行い、1890年代に銀行経営で財を築いた。次第に、ウィークスは政治に積極的に関与するようになった。最初は地方レベルでの政治に関与し、マサチューセッツ州ニュートンにおいて1899年から1902年まで市会議員を、1903年から1904年まで市長を務めた。ウィークスはその後、国政に関与するようになった。

## 連邦議会
ウィークスは連邦下院議員および連邦上院議員として、アメリカ国有林制度の主要部分の設計を行った。1911年のウィークス法では、森林火災防止に関する州政府への補助金の支援など、国有林保全に関わる制度を確立した。
ウィークスは共和党に所属し、1905年3月から1913年3月までマサチューセッツ州選出連邦下院議員を、1913年3月から1919年3月までマサチューセッツ州選出連邦上院議員を務めた。ウィークスは第59議会から第60議会にかけて国務省歳出委員会の委員長を、第61議会に郵政委員会委員長を、第65議会に不要政府書類整理委員会の委員長を務めた。

## 陸軍長官

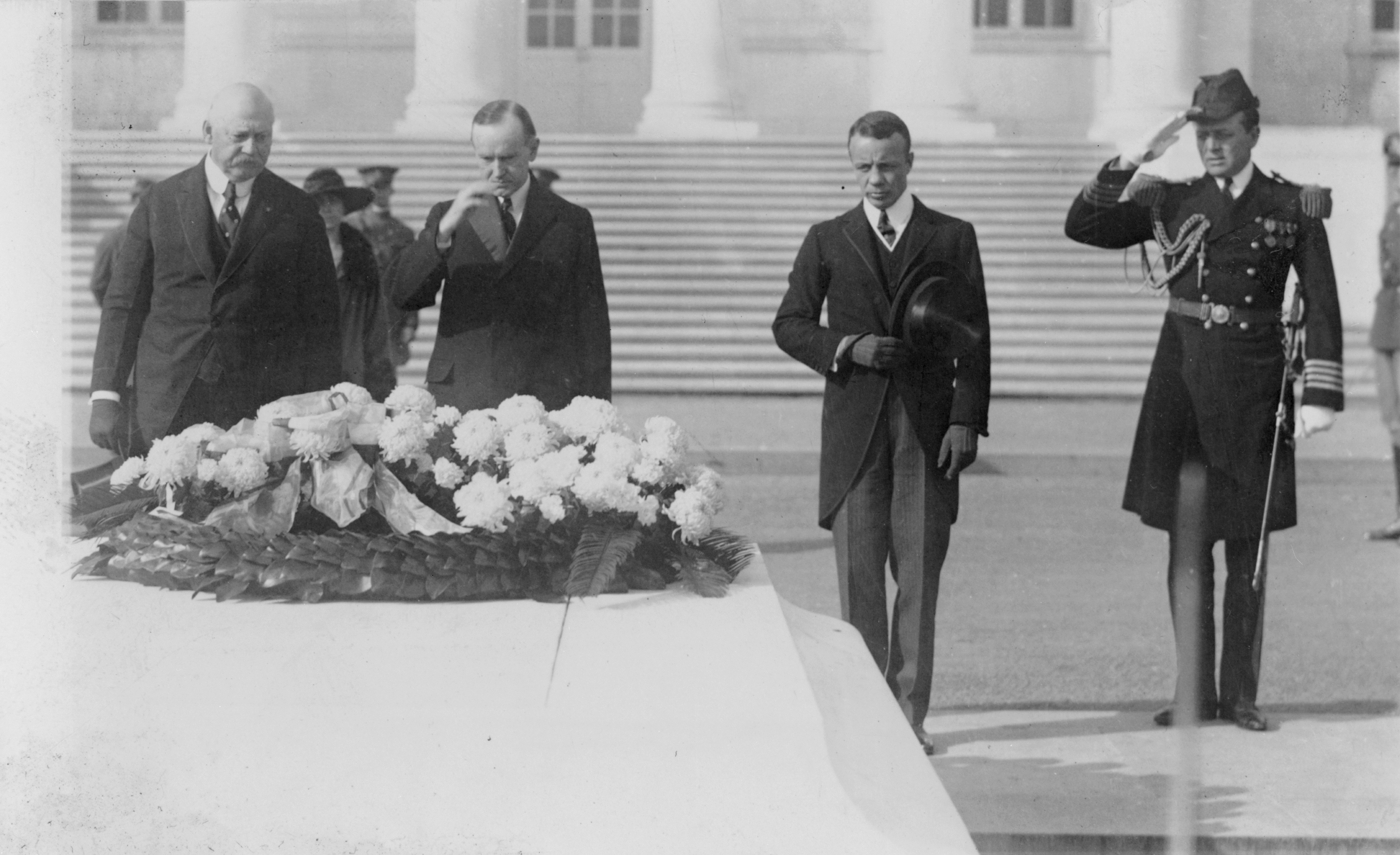
1923年の休戦記念日のセレモニー。左からウィークス陸軍長官、クーリッジ大統領、ルーズベルト海軍次官補、および警備兵。

ウィークスは1918年の上院議員選挙で敗北を喫したが、その後も継続して共和党内での国政への影響を残した。1920年の大統領選挙ではウォレン・ハーディングの立候補を早い時期から支持し、ハーディングが大統領に選出されるとウィークスは陸軍長官に指名された。
陸軍長官として、ウィークスは有能で実直で、尊敬を受ける行政官であった。ウィークスは大統領の良き助言者として、第一次世界大戦後の陸軍省の人員削減を導いた。1925年4月、ウィークスは長時間の激務により卒中を引き起こした。そして同年10月、陸軍長官を辞任した。

## 晩年
陸軍長官退任から9ヵ月後の1926年7月12日、ウィークスはニューハンプシャー州ランカスターにある避暑用の別荘「マウント・プロスペクト」において死去した。
ウィークスの別荘「マウント・プロスペクト」は、ウィークス州立公園の一部として、観光客向けに公開されている。この近郊にある山は、ウィークスにちなんで「ウィークス山」と名づけられた。
ウィークスの業績を讃えて海軍はラッデロウ級護衛駆逐艦の1隻をウィークス (USS Weeks, DE-285) と命名したが、その建造は1944年にキャンセルされた。その後アレン・M・サムナー級駆逐艦の10番艦がジョン・W・ウィークス (USS John W. Weeks, DD-701) と命名された。ジョン・W・ウィークスは1944年に就役し、1970年に退役した。

## 家族

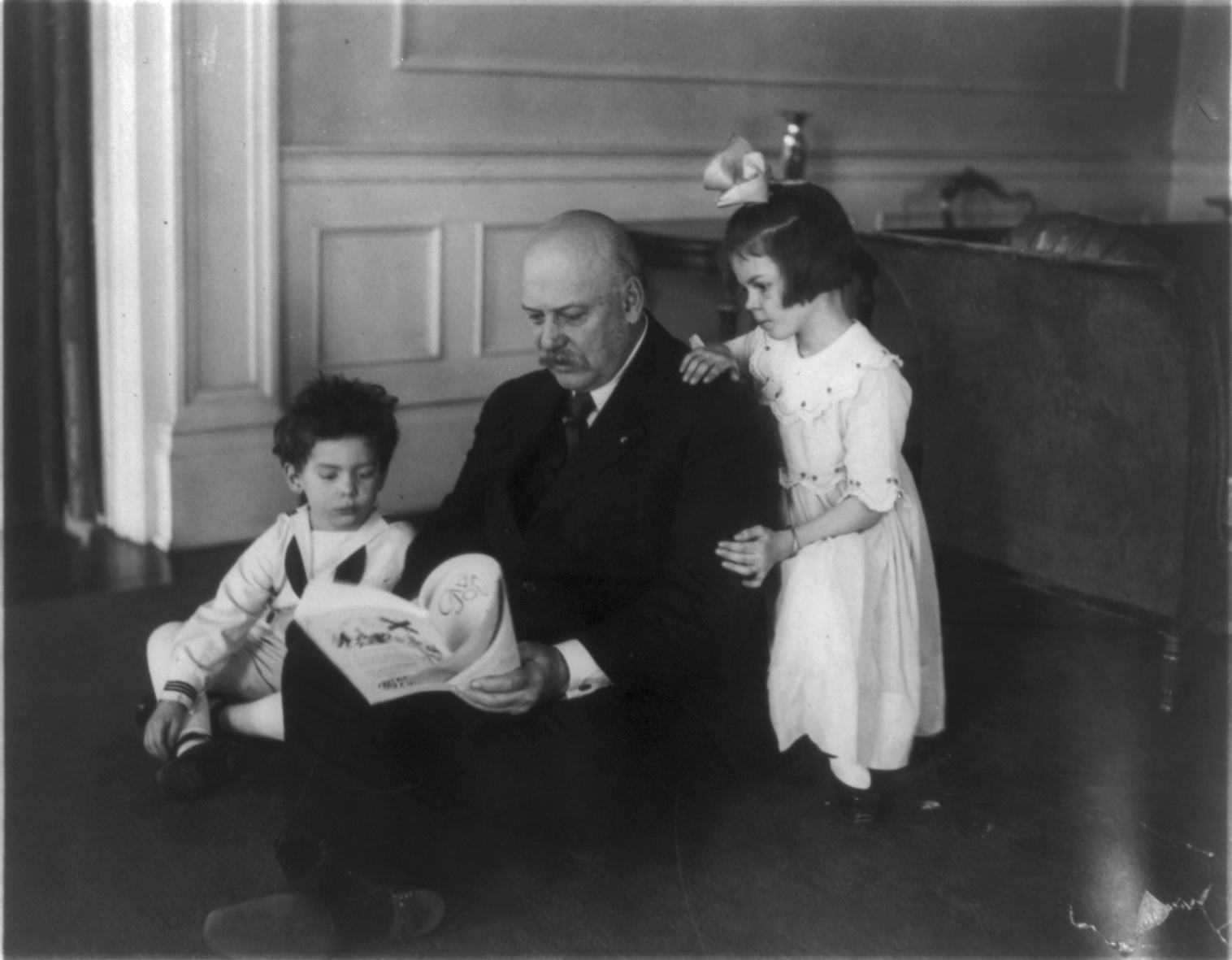
ウィークスと孫

ウィークスは1885年10月7日にマーサ・アローリン・シンクレア (Martha Aroline Sinclair) と結婚した。ウィークスはマーサとの間に以下の子供を儲けた。
1. チャールズ・シンクレア・ウィークス (Charles Sinclair Weeks, 1893-1972) - 第13代アメリカ合衆国商務長官。

## 参照
1. ↑  The Family Trails -- Descendants of John Wyck - weeg36.htm - Generated by Personal Ancestral File（英語）
2. 1 2 3 4  Biographical Directory of the United States Congress（英語）
3. ↑  U.S. Army Center of Military History（英語）
4. ↑  The Papers of John Wingate Weeks at Dartmouth College（英語）
5. ↑  大田伊久雄『アメリカ国有林管理の史的展開』114頁, 京都大学学術出版会, 2000年. ISBN 9784876980901 （日本語）
6. ↑  RootsWeb's WorldConnect Project: D. B. Robinson's Genealogy Database（英語）